# Scutpelecopsis
Scutpelecopsis Marusik & Gnelitsa, 2009 è un genere di ragni appartenente alla famiglia Linyphiidae.

## Distribuzione
Le cinque specie oggi attribuite a questo genere sono state rinvenute nell'Europa meridionale e in Medio Oriente.

## Tassonomia
A giugno 2012, si compone di cinque specie:
- Scutpelecopsis krausi (Wunderlich, 1980) - Balcani, Grecia, Albania
- Scutpelecopsis loricata Duma & Tanasevitch, 2011 - Romania
- Scutpelecopsis media Wunderlich, 2011 - Turchia
- Scutpelecopsis procer Wunderlich, 2011 - Iran
- Scutpelecopsis wunderlichi Marusik & Gnelitsa, 2009[3] - Abcasia